# Liste der Baudenkmäler in Hohenpeißenberg

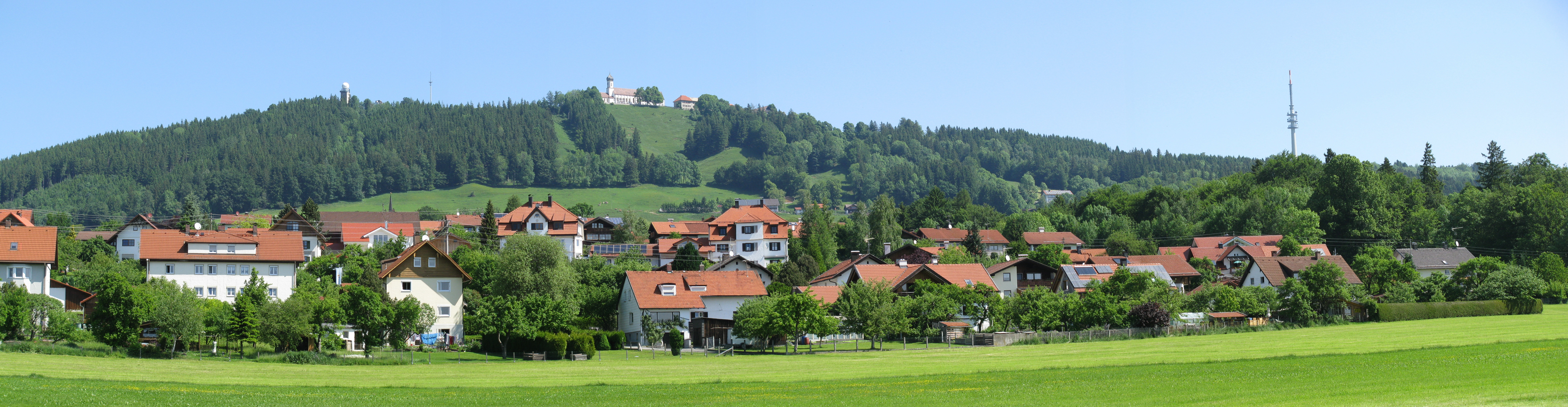
Hohenpeißenberg

Auf dieser Seite sind die Baudenkmäler in der oberbayerischen Gemeinde Hohenpeißenberg zusammengestellt. Diese Tabelle ist eine Teilliste der Liste der Baudenkmäler in Bayern. Grundlage ist die Bayerische Denkmalliste, die auf Basis des Bayerischen Denkmalschutzgesetzes vom 1. Oktober 1973 erstmals erstellt wurde und seither durch das Bayerische Landesamt für Denkmalpflege geführt wird. Die folgenden Angaben ersetzen nicht die rechtsverbindliche Auskunft der Denkmalschutzbehörde.

## Ensembles

### Ensemble Wallfahrtskirche Mariä Himmelfahrt mit Umgebung

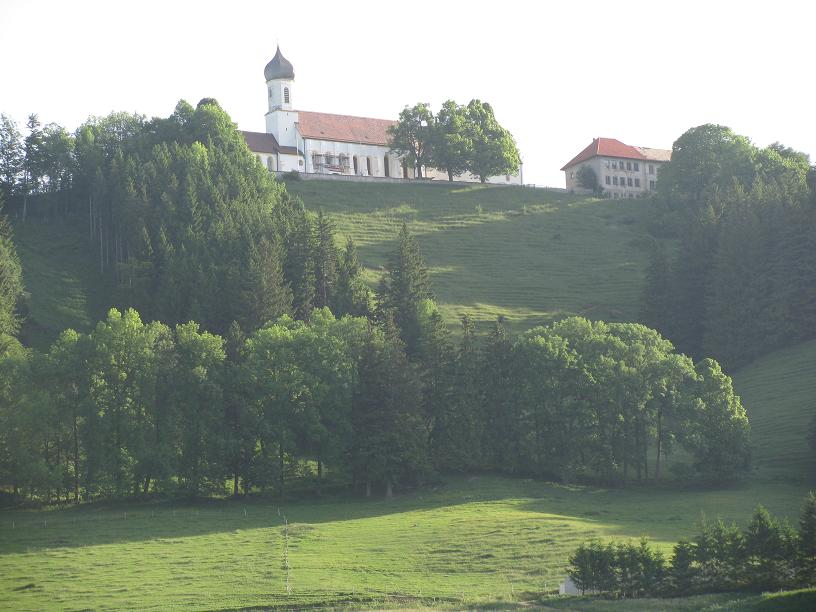

Für die Weiler und Einöden um den Hohen Peißenberg soll im 13. oder 14. Jahrhundert eine eigene Kapelle entstanden sein. Ab 1514 ein neues Gotteshaus errichtet, das ein Marienbild aus der Kapelle des herzoglichen Pflegschlosses in Schongau erhielt. Das Augustinerchorherren-Stift Rottenbuch, dem 1604/08 die Wallfahrtsstätte inkorporiert worden war, erbaute ab 1615 eine größere Kirche, die an die spätgotische Kapelle angeschlossen und mit ihr räumlich verbunden wurde. Östlich wurde ein Chorherrenhaus erbaut, in dem Rottenbuch zur Zeit der Aufklärung eine Meteorologische Station einrichtete. – Die Gnadenkapelle wurde durch den vom Hohen Peißenberg stammenden Maler Matthäus Günther und durch Wessobrunner Stuckateure im 18. Jahrhundert barockisiert. Aus dem 19. Jahrhundert stammen die alte Schule und die Gemischtwaren- und Devotionalienhandlung. Das 1615 bereits erwähnte Wallfahrergasthaus wurde 1990 abgebrochen. Aktennummer: E-1-90-130-1.

## Baudenkmäler nach Ortsteilen

### Hohenpeißenberg
| Lage                                    | Objekt                    | Beschreibung | Akten-Nr.              | Bild                 |
| --------------------------------------- | ------------------------- | --- | ---------------------- | -------------------- |
| Blumenstraße 15 (Standort)              | Bergarbeiterhaus          | Ehemaliges Bergarbeiterhaus, hakenförmiger, teilweise verschalter Bau mit Krüppelwalmdach und Zierfachwerk, 1908/09 errichtet. | D-1-90-130-11 Wikidata | BW                   |
| Glückauf-Straße (bei Nr. 37) (Standort) | Stollenmundloch           | Bezeichnet mit dem Jahr 1837, mit Futtermauern und Stollen. | D-1-90-130-10 Wikidata | Stollenmundloch      |
| Glückauf-Straße 37 (Standort)           | Steigerhaus               | Verwaltungs- und Wohnhaus des Kohleabbaus, sogenanntes Steigerhaus, unverputzter Hau- und Werksteinbau mit Fassadengliederung, flachem Satteldach und Bergwerkszeichen über der Haustür, um 1837; Schuppen, kleines erdgeschossiges Nebengebäude mit Satteldach. | D-1-90-130-9 Wikidata  | BW                   |
| Hettenstraße (Standort)                 | Kapelle St. Martin        | Katholische Kapelle, sogenannte Hettenkapelle, 1900; mit historischer Ausstattung. | D-1-90-130-7 Wikidata  | Kapelle St. Martin   |
| Hettenstraße 22 (Standort)              | Hetten-Wirt               | Reich geschnitzte, zweiflügelige Haustür, um 1860/70. | D-1-90-130-8 Wikidata  | BW                   |
| Matthäus-Günther-Platz 4 (Standort)     | Ehemaliges Schulhaus      | Zweigeschossiger, verputzter Satteldach- und Walmdachbau auf hohem Sockelgeschoss, von 1880, erweitert von Joseph Oswald 1905 und in Formen des Heimatstils von Adolf Weimer 1924; straßenseitige Einfriedung, 1905 und 1924.                                    | D-1-90-130-13          | Ehemaliges Schulhaus |
| Matthäus-Günther-Platz 5 (Standort)     | Kapelle St. Maria         | Katholische Gnadenkapelle St. Maria, spätgotischer Chor ursprünglich als Kapelle errichtet, 1514, um Langhaus erweitert um 1570, von Joseph Schmuzer und Franz Xaver Schmuzer umgestaltet und barockisiert 1747/48; mit Ausstattung.                             | D-1-90-130-2 Wikidata  | weitere Bilder       |
| Matthäus-Günther-Platz 5 (Standort)     | Kirche Mariä Himmelfahrt  | Katholische Wallfahrtskirche, barocker Saalbau mit polygonalem Chorschluss, Gliederung durch Strebepfeiler und Westturm mit Zwiebelhaube, 1615/19; mit Ausstattung.                                                                                              | D-1-90-130-1 Wikidata  | weitere Bilder       |
| Matthäus-Günther-Platz 6 (Standort)     | Ehemaliges Chorherrenhaus | Ursprünglich freistehender dreigeschossiger Putzbau mit steilem Satteldach, 1619, erweitert und an den Chor angeschlossen 1678/79. | D-1-90-130-4 Wikidata  | weitere Bilder       |

### Buchschorn
| Lage                           | Objekt             | Beschreibung                                                                                         | Akten-Nr.             | Bild           |
| ------------------------------ | ------------------ | --- | --------------------- | -------------- |
| Buchschornstraße 20 (Standort) | Maria-Hilf-Kapelle | Katholische Kapelle, schlichter Putzbau mit rundem Schluss und Dachreiter, 1940/43; mit Ausstattung. | D-1-90-130-6 Wikidata | weitere Bilder |